# Odprto prvenstvo Avstralije 1985
Odprto prvenstvo Avstralije 1985 je teniški turnir, ki je potekal med 29. novembrom in 11. decembrom 1985 v Melbournu.

## Moški posamično
Stefan Edberg :  Mats Wilander, 6–4, 6–3, 6–3

## Ženske posamično
Martina Navratilova :  Chris Evert-Lloyd, 6–2, 4–6, 6–2

## Moške dvojice
Paul Annacone /  Christo van Rensburg :  Mark Edmondson /  Kim Warwick, 3–6, 7–6, 6–4, 6–4 

## Ženske dvojice
Martina Navratilova /  Pam Shriver :  Claudia Kohde-Kilsch /  Helena Suková 6–3, 6–4 